# Хотел Жировни венац
Хотел Жировни венац се налазио у Београду, у једној варошкој једноспратницу на Зеленом венцу.

## Порекло назива хотела
Назив Жировни венац је чест назив за хотеле и кафане у Немачкој. А само име жировни венац, значи зелени венац од храстових гранчица са плодовима жира који су окачени изнад улаза. У време када је хотел саграђен, 1868. године, хотели нису имали писани назив, већ је назив хотела био у виду ликовног садржаја. Као на пример Јелен, Црни коњ, Репате звезде...

## Историјат
Хотел Жировни венац је био класичан мањи хотел-гостионица. У приземљу се налазио ресторан, и дворишни пролаз, а на спрату се налазило десетак соба. Први власник овог хотела био је Тодор Херман, који је био и власник кафане Црни петао. Херман осим што је био хотелијер бавио се и рентирањем (издавањем) некретнина. Он је извршио самоубиство 1888. године, и тада су хроничари забележили да је иза њега оостало преко милион динара и много некеретнина.
Хотел Жировни венац наслеђују његови сестрићи 1892. године Селесковићи. Посао везан за хотел водио је један од њих а то је Јохан Јован Селесковић. Он је по занимању био угоститељ. Сувласник је био његов брат Тоша Селесковић Он се бавио пројектовањем машинских објеката, увођењем струје... У овом хотелу било је седиште клуба машиниста.  Хотел је дуго важио као солидно место са немачком педигром. Хотел Жировни венац је био први међу београдским хотелима по броју странаца који су долазили на преноћиште. Највише гостију је било из Аустроугарске, Немачке и Италије. Домаћи гости су ређе долазили, један од домаћих гостију био је и композитор Стеван Мокрањац који је долазио често, чак је и у овом хотелу и компоновао. Када су се променили власници, променила се и репутација хотела. Често је долазио Гаврило Принцип, баш уочи Сарајевског атентата, 1914. године. За време бомбардовања Београда 1915. године у зграду је ударила бомба и већи део је порушен, тј. цео спрат. Мали део куће је остао, сређен је,1921. године. Зграда је срушена око 1930. године. После рушења на том месту је саграђена вишеспратница.

### Архитектура
Зграда у којој се налази хотел је саграђена у трећој четвртини 19. века. Припадала је романтичарској епохи.Имала је један асиметричан улаз у приземљу, док је фасада била симетрична. Грађевина је имала богату пластичну декорацију.Најбогатија је била фасада спрата.На фасади је било седам прозора. Три прозора су се завршавала полукружним луцима, а остали са сегментним луцима.

## Власници хотела
- Тодор Херман (1868)
- Хајнрих Елтерс (1872)
- Селесковићи (1892)
- Карло Клос (месар)(1903-1912)
- Милош Коцић (1922)[1]

### Хотелијери
- Новица Милићевић (1897)
- Лаза Ракић (1906)
- Карло Клос (1907)
- Алекса Милутиновић (1910)
- Миљко Гојковић (1923-1926)
- Мориц Жагар (1930)[1]